# Óscar de Marcos
Óscar de Marcos Arana (ur. 14 kwietnia 1989 w Laguardii) – hiszpański piłkarz grający w Athleticu Bilbao.

## Kariera klubowa
21 grudnia 2008 roku zadebiutował w klubie z rodzinnego miasta – Deportivo Alavés. Wszedł na boisko w meczu drugiej ligi przeciwko CD Tenerife. Zagrał 20 spotkań w pierwszym zespole, a jego drużyna spadła z ligi.
W lipcu 2009 roku podpisał czteroletni kontrakt z Athletikiem Bilbao. Baskijski klub zapłacił za niego około 350 tysięcy euro. 6 sierpnia zadebiutował w meczu Ligi Europy przeciwko BSC Young Boys. Dziesięć dni później trafił bramkę przeciwko Barcelonie w superpucharze.
W kolejnym sezonie nie występował zbyt często, a menedżer Joaquín Caparrós wystawiał go na pozycji bocznego obrońcy. Pod jego wodzą zagrał 15 spotkań. Sezon później, po przyjściu Marcelo Bielsy grał na tej pozycji i w środku pola.
4 stycznia 2012 roku podpisał nowy kontrakt z klubem, który będzie obowiązywał do czerwca 2016 roku. Ma wpisaną klauzulę transferową w wysokości 32 milionów euro.
De Marcos trafił w dwóch spotkaniach przeciwko Manchesterowi United w Lidze Europy. Athletic wygrało oba spotkania i przeszło do kolejnej rundy.

## Statystyki
Stan na 7 maja 2019
| Klub               | Sezon              | Liga  | Liga | Puchar | Puchar | Europa | Europa | Inne  | Inne | Razem | Razem |
| Klub               | Sezon              | Mecze | Gole | Mecze  | Gole   | Mecze  | Gole   | Mecze | Gole | Mecze | Gole  |
| ------------------ | ------------------ | ----- | ---- | ------ | ------ | ------ | ------ | ----- | ---- | ----- | ----- |
| Deportivo Alavés   | 2008–09            | 20    | 5    | 0      | 0      | -      | -      | -     | -    | 20    | 5     |
| Deportivo Alavés   | Total              | 20    | 5    | 0      | 0      | -      | -      | -     | -    | 20    | 5     |
| Bilbao Athletic    | 2009–10            | 1     | 0    | -      | -      | -      | -      | -     | -    | 1     | 0     |
| Bilbao Athletic    | Total              | 1     | 0    | -      | -      | -      | -      | -     | -    | 1     | 0     |
| Athletic Bilbao    | 2009–10            | 19    | 1    | 1      | 0      | 8      | 1      | 1     | 1    | 29    | 3     |
| Athletic Bilbao    | 2010–11            | 13    | 0    | 2      | 0      | -      | -      | -     | -    | 15    | 0     |
| Athletic Bilbao    | 2011–12            | 27    | 4    | 8      | 1      | 14     | 4      | -     | -    | 49    | 9     |
| Athletic Bilbao    | 2012–13            | 36    | 6    | 2      | 0      | 8      | 1      | -     | -    | 46    | 7     |
| Athletic Bilbao    | 2013–14            | 35    | 5    | 4      | 0      | 0      | 0      | -     | -    | 39    | 5     |
| Athletic Bilbao    | 2014–15            | 35    | 1    | 7      | 0      | 10     | 1      | -     | -    | 52    | 2     |
| Athletic Bilbao    | 2015–16            | 34    | 1    | 5      | 1      | 13     | 0      | -     | -    | 54    | 2     |
| Athletic Bilbao    | 2016–17            | 27    | 1    | 0      | 0      | 5      | 0      | -     | -    | 32    | 1     |
| Athletic Bilbao    | 2017–18            | 21    | 1    | 1      | 0      | 4      | 0      | -     | -    | 26    | 1     |
| Athletic Bilbao    | 2018–19            | 30    | 1    | 4      | 0      | 0      | 0      | -     | -    | 34    | 1     |
| Athletic Bilbao    | Razem              | 276   | 20   | 26     | 2      | 62     | 7      | 1     | 1    | 364   | 30    |
| Łącznie w karierze | Łącznie w karierze | 296   | 24   | 32     | 2      | 64     | 7      | 1     | 1    | 388   | 35    |